# عشق بر روی صخره‌ها (فیلم)
عشق بر روی صخره‌ها (به انگلیسی: Love on the Rocks) یک فیلم سینمایی هنگ کنگی در ژانر فیلم کمدی رمانتیک محصول سال ۲۰۰۴ به کارگردانی دانته لام و چان هینگ کا است.

## بازیگران
- لوئیس کو به عنوان وونگ کای مینگ
- ژیژی لیانگ به عنوان آنی
- شارلین چوی به عنوان کریستال یونگ
- دانی ین به عنوان ویکتور تسوی
- رین لی به عنوان مه
- کتی چو من کی به عنوان جودی
- چوک وان چی باربی
- الکس فانگ به عنوان پلیس
- چان فای-آویزان به عنوان دنی
- بنز هوی به عنوان پدر آنی
- جیلیان چونگ به عنوان مندی
- کارل نگ به عنوان ری
- ریموند لئونگ به عنوان آقای لی
- عمو بابا به عنوان دایی دنی
- چان من لی به عنوان آقای لی
- نگ چوی یوک به عنوان سوکی
- ترنس تسوی به عنوان On Bak
- پون آن-یینگ به عنوان خانم لی
- چان آویز به عنوان خانم پسر لی
- لاو Ka-Wan به عنوان پیشخدمت
- ویلیام چو به عنوان کن
- لام سیوچ به عنوان مادر ویکتورها
- چنگ Ka-fai به عنوان دوست مندی